# Calamaria ceramensis
Calamaria ceramensis là một loài rắn trong họ Rắn nước. Loài này được De Rooij mô tả khoa học đầu tiên năm 1913.